# Cinémathèque de Saint-Étienne
 (avril 2015).
Si vous disposez d'ouvrages ou d'articles de référence ou si vous connaissez des sites web de qualité traitant du thème abordé ici, merci de compléter l'article en donnant les références utiles à sa vérifiabilité et en les liant à la section « Notes et références ».
 (mars 2021).
La cinémathèque de Saint-Étienne est un établissement municipal, fondé en 1922 sous le nom d'« Office du Cinéma Éducateur », ce qui fait d'elle la plus ancienne cinémathèque de France. Ses collections comportent de très nombreux films pédagogiques. Elles se sont ensuite enrichies par le dépôt de nombreux films amateurs et par l'acquisition de films du répertoire. Elle est située à la médiathèque centrale de Tarentaize à Saint-Étienne depuis 1993.

## Présentation et missions
(décembre 2024).
La cinémathèque de Saint-Étienne a plusieurs missions :
- Collecter, cataloguer, conserver

La cinémathèque valorise le patrimoine cinématographique, par la collecte de films amateurs, de revues et documentations, et de matériel. Elle possède ainsi un fonds de plus de 2 800 ouvrages et 120 titres de revue de cinéma de 1924 à nos jours, plus de 7 000 titres de vidéos et films commerciaux, pédagogiques, institutionnels et amateurs, et une collection de matériels (appareils de cinéma, appareils photo, projecteurs, et caméras).
- Diffuser

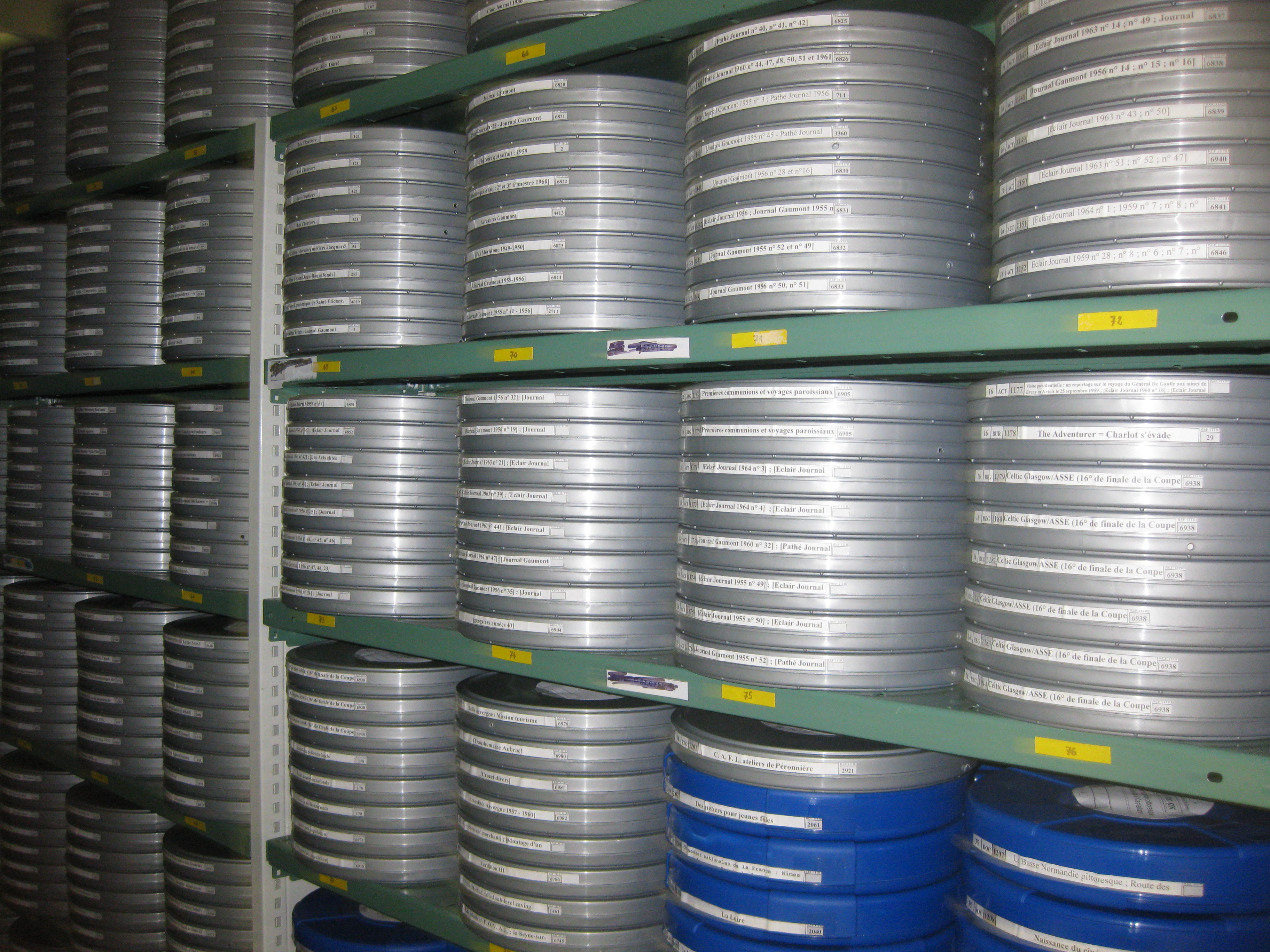
Pellicules entreposées dans la chambre froide de la cinémathèque de Saint-Étienne.

La programmation se divise en deux parties : la programmation jeune public, scolaire et extra-scolaire d'une part, la programmation tout public d'autre part.
La cinémathèque dispose d'une salle de projection de 110 places (dont 4 pour les personnes à mobilité réduite), d'une bibliothèque, et d'un espace de consultation individuel. Toutes les séances sont gratuites, et sans réservation.
- Former

Toutes les séances font l'objet d'une animation. Afin d'initier le public à la cinéphilie, la cinémathèque propose plusieurs conférences et débats axés sur l'histoire du cinéma. Elle forme les enfants à la lecture de l'image en proposant des séances adaptées au jeune public.

## Historique
- 1920 : Mise en place d'un service expérimental de prêt de film et d'un projecteur cinématographique professionnel pour les écoles primaires du département par Henri Matte (inspecteur d'Académie).

- Juillet 1921 : Vote du conseil municipal décidant de la mise en place de l'installation du cinématographe destiné à l'enseignement dans toutes les classes primaires des écoles publiques de la ville.

- 1922 : 30 films pédagogiques Pathé et Gaumont sont achetés par le conseil général. La cinémathèque est née sous le nom d'« Office du Cinéma Éducateur ».

- 1924 : Un fonds de films d'enseignement se constitue. Il est composé de 98 films.

- 1926 : Naissance des archives cinématographiques stéphanoises. L'office acquiert une caméra 35 mm et inaugure le premier tournage à l'office de Saint-Étienne lors du 42e congrès national de la Ligue de l'enseignement.

- 1932 : Les offices se fédèrent comme partie intégrante de la ligue de l'enseignement pour créer l'UFOCEL (Union française des offices du cinéma éducateur laïque).

- 1935 : L'office s'équipe avec le format 16 mm muet et sonore.

- 1937 : Avec l'accentuation du rôle municipal, le fonds de films acquis par la municipalité est officiellement distingué de celui du Conseil général sous le terme de Cinémathèque de Saint Étienne. Le terme « documentaire » remplace celui de « film d'enseignement ».

- 1939-1945 : La cinémathèque suspend ses activités durant la guerre.

- 1971 : La cinémathèque prend l'appellation "Cinémathèque municipale".
- 1977 : La Cinémathèque n'est plus qu'un service de prêt de films 16 mm auprès des écoles publiques. Une commission d'enseignants choisit les films à acheter auprès des distributeurs.
- 1981 : La municipalité décide de réorganiser la Cinémathèque dans le cadre d'une convention de développement culturel signée avec le Ministère de la culture. Avec la mise en œuvre d' une animation dans le domaine du cinéma (organisation de projections publiques, accueil des scolaires à la Cinémathèque, mise en place d' un service de documentation...).
- 1982 : Les projections débutent dans la petite salle du 8 place de L'Hôtel de ville.
- Un inventaire des collections est engagé avec l'utilisation de l'informatique. Des copies videos sont effectuées pour permettre le visionnage par les chercheurs.
- 1983 : Des extraits du Cinéjournal stéphanois (actualités locales 1926-1936) sont présentés en public. Devant le succès rencontré par ces projections, La Cinémathèque décide d'engager une collecte systématique des films (amateurs ou professionnels) concernant la région stéphanoise notamment avec l'opération Stéphanois à vos greniers.
- 1983-1993 : En utilisant plusieurs salles extérieures (Le France, Le Pax, salle Jeanne d'Arc...), les séances de projections se développent avec une grande diversité de genres (classiques, films rares, documentaires, courts-métrages, films d'animation, films régionaux...), avec de nombreux partenaires et des invités.
- 1993 : La cinémathèque s'installe dans le nouveau bâtiment de la médiathèque de Tarentaize.

## Partenariats
La cinémathèque collabore avec la Comédie de Saint-Étienne, et des établissements culturels. Elle organise des projections avec des associations qui luttent contre le racisme, l'homophobie, le sexisme, les violences faites aux femmes, et les discriminations en tout genre.
Festivals nationaux : « Cinéma du réel » par la bibliothèque publique d'information du centre Pompidou, « Jean Rouch » du Musée de l'Homme à Paris, « Festival du court-métrage » de Clermont-Ferrand.